# David Arquette
David Arquette (født d. 8. september 1971) er en amerikansk skuespiller og tidligere WCW wrestler.

## Biografi
Det var helt naturligt for David Arquette, at han skulle gøre en karriere indenfor filmbranchen, da både hans far (Lewis Arquette) og hans farfar var skuespillere. Hans søskende Patricia, Rosanna, Alexis og Richmond er også alle skuespillere. Arquettes mor var jødisk, og en flygtning fra Polen under 2. verdenskrig, mens hans far var muslim. 

### Film og TV karriere
David opnåede sin hidtil største succes, i gysertrilogien Scream af Wes Craven som Dewey Riley. Under optagelserne af disse film mødte han Courteney Cox, som han også giftede sig med. 

### Wrestling karriere
David Arquette dukkede i 2000 op hos World Championship Wrestling, i forbindelse med filmen Ready 2 Rumble der handlede om firmaet. David Arquette blev involveret i wrestlingen, og endte med at vinde verdensmesterskabstitlen til stor forargelse for wrestling fans. Arquette havde selv udtrykt at han synes det var en dårlig idé, og da han mistede titlen donerede han sin løn fra WCW til afdøde wrestleres familier. David Arquette er selv en wrestling fan, og er senere set ved bl.a. WCW New Blood Rising, WWE WrestleMania 21 og andre wrestling begivenheder.

## Privat
Arquette giftede sig med skuespilleren Courteney Cox den 12. juni 1999. De har en datter, Coco Arquette, født i 2004.
Den 11. oktober 2010, annoncerede medierne at Arquette og Cox seperes, men "stadig elsker hinanden dybt." I juni 2012, søgte Arquette om skilsmisse efter næsten to års separation fra Cox. Skilsmissen fandt endeligt sted i maj 2013.